# 相川博
相川 博（あいかわ ひろし、1909年 - 1948年6月4日）は日本の雑誌編集者、記者。雑誌「改造」の編集人、横浜事件の当事者の一人。

## 略歴
1909年、山口県に生まれる。広島高等学校理科を病気で中退後、上京し、法政大学予科に入学、1932年に同大学法文学部独文科に進学する。在学中、大学内の左翼読書会グループに参加し、『戦旗』やマルクスの『賃労働と資本』などを読む。1934年に卒業し、神保町の尚文堂書店に勤務し、月刊『独逸語』の編集・校正に携わる。1937年に改造社に入社し、編集部に所属、記者として勤務する。雑誌『大陸』の記者などをし、1940年に編集主任、1941年10月頃に雑誌『改造』の編集次長となる。1942年に日本海事新聞社に転職し、文化部主任記者となる。
1942年7月、細川嘉六の『植民史』の出版記念を兼ねた招待旅行・「泊旅行」に参加する。このさいに撮られた、旅館「紋左」の中庭で、細川を中心にそろいの浴衣姿での一同の記念写真が、のちの横浜事件・泊グループ＝党再建謀議の証拠物件に仕立て上げられることになる。相川は細川と親しく、木村亨によると『相川君はカッパさん（細川嘉六）の秘書役だった』と著書の中で述べている。
1943年に神奈川県特高により検挙され、党再建運動に付いて追及される。このさい特高により拷問があったとされ、それにより相川は特高のシナリオに従った『手記』を執筆させられる。拘置中、特高からの拷問と不衛生な環境、食糧事情の悪化などの諸条件により結核に感染する。敗戦後、1945年に懲役2年執行猶予3年の刑を言い渡される。改造社に復帰し、特高を「特別公務員暴行・傷害事件」で共同告訴を行う。しかし、共同告訴の結末を知ることもなく1948年6月4日に、結核のため死去。